# 산란 단면적
산란 단면적(scattering cross section)이란 두 입자가 원거리 상호작용으로 인한 반발로 산란될 때 어떤 각도에 대하여 산란되는 입자 수를 의미한다. 이를 식으로 나타내면 다음과 같다.
{\displaystyle \sigma (\theta )}={\displaystyle \theta }에서 산란되는 입자수/단위 면적당 초기 입자수

## 유도
이를 유도하는 과정은 다음과 같다.
만약 dN이 단위 시간 동안 solid angle d{\displaystyle \Omega }로 산란 되는 입자수라면, d{\displaystyle \Omega }로 산란 될 확률은 다음과 같다.
{\displaystyle \sigma (\theta )}d{\displaystyle \Omega }={\displaystyle \left({\frac {dN}{I}}\right)}
이때 d{\displaystyle \Omega }={\displaystyle 2\pi \sin(\theta )d\theta }이다.
또한 이러한 관계식을 impact parameter를 이용해서 다시 나타내면 다음과 같다.
{\displaystyle I2\pi bdb=-I\sigma (\theta )2\pi sin(\theta )d\theta }
이를 종합하면 다음과 같은 식을 얻을 수 있다.
{\displaystyle \sigma (\theta )=\left({\frac {b}{sin(\theta )}}\right)\left\vert {\frac {db}{d\theta }}\right\vert }